# Auxocromo
En química, son grupos positivos de átomos, que intensifican la acción de un grupo de átomos no saturados que, estando presentes en una molécula de una sustancia química, hacen que esta sea coloreada. Es decir son grupos cargados positivamente que intensifican una sustancia o cromóforo en la síntesis de colorantes.
Por definición un auxocromo es un grupo funcional que no absorbe por sí solo en la región del ultravioleta pero que tiene los efectos de desplazar picos de los cromóforos hacia longitudes de onda larga además de aumentar sus intensidades.
Muchos de estos grupos o radicales, son ácidos y bases que originan colorantes ácidos y básicos, y que fijan eficazmente el colorante. Un ejemplo lo podemos encontrar en el ion diazonio que es un cromóforo fuerte generado por una base.
Algunos ejemplos de auxocromos son:
Ácidos: -COOH, -OH, -SO3H.
Básicos: -NHR, -NR2, -NH2.
- Datos: Q233948